# Championnats de France d'athlétisme 2009
Navigation
Championnats 2008 Championnats 2010
Les Championnats de France d'athlétisme « Élite » 2009 ont eu lieu du 23 au 25 juillet 2009 au Stade du Lac du Maine d'Angers.

## Palmarès

### Hommes
| Épreuves           | Or                                      | Argent                           | Bronze                          |
| ------------------ | --------------------------------------- | -------------------------------- | ------------------------------- |
| 100 m Vent :       | Ronald Pognon 10 s 39                   | Emmanuel Ngom Priso 10 s 46      | Oudéré Kankarafou 10 s 62       |
| 200 m Vent :       | Martial Mbandjock 20 s 58               | Eddy De Lépine 20 s 81           | David Alerte 20 s 97            |
| 400 m              | Leslie Djhone 45 s 61                   | Teddy Venel 45 s 89              | Yoann Décimus 46 s 51           |
| 800 m              | Jeff Lastennet 1 min 47 s 01            | Kévin Hautcœur 1 min 48 s 25     | Florent Lacasse 1 min 48 s 26   |
| 1 500 m            | Mehdi Baala 3 min 45 s 92               | Bouabdellah Tahri 3 min 46 s 56  | Mounir Yemmouni 3 min 47 s 41   |
| 5 000 m            | Nouredine Smaïl 13 min 55 s 81          | Mokhtar Benhari 13 min 56 s 73   | Yohan Durand 13 min 57 s 84     |
| 10 000 m marche    | Yohann Diniz 1 h 22 min 50 s            | Antonin Boyez 1 h 27 min 05 s    | Sébastien Biche 1 h 29 min 11 s |
| 110 m haies Vent : | Dimitri Bascou 13 s 41                  | Cédric Lavanne 13 s 46           | Garfield Darien 13 s 48         |
| 400 m haies        | Héni Kechi 49 s 93                      | Sébastien Maillard 50 s 07       | Hugo Grillas 50 s 40            |
| 3 000 m steeple    | Vincent Zouaoui Dandrieux 8 min 33 s 80 | Vincent Le Dauphin 8 min 37 s 19 | Irba Lakhal 8 min 40 s 06       |
| Saut en hauteur    | Mickaël Hanany 2,28 m                   | Fabrice Saint-Jean 2,20 m        | Mathias Cianci 2,20 m           |
| Saut à la perche   | Romain Mesnil 5,70 m                    | Renaud Lavillenie 5,55 m         | Damiel Dossevi 5,55 m           |
| Saut en longueur   | Salim Sdiri 8,11 m                      | Kafétien Gomis 8,01 m            | Frédéric Erin 7,75 m            |
| Triple saut        | Teddy Tamgho 17,11 m                    | Julien Kapek 16,49 m             | Karl Taillepierre 16,42 m       |
| Lancer du poids    | Yves Niaré 19,39 m                      | Gaëtan Bucki 19,11 m             | Tumatai Dauphin 17,16 m         |
| Lancer du disque   | Bertrand Vili 61,14 m                   | Jean-François Aurokiom 58,70 m   | Jean-Claude Retel 55,75 m       |
| Lancer du marteau  | Jérôme Bortoluzzi 71,80 m               | Frédérick Pouzy 69,14 m          | Nicolas Figère 68,44 m          |
| Lancer du javelot  | Vitolio Tipotio 77,55 m                 | Bérenger Demerval 76,75 m        | Jean-Baptiste Arnaud 74,50 m    |
| Décathlon          | Nadir El Fassi 7 733 pts                | Franck Logel 7 453 pts           | Wilfried Gouacide 6 983 pts     |

### Femmes
| Épreuves                     | Or                                   | Argent                               | Bronze                           |
| ---------------------------- | ------------------------------------ | ------------------------------------ | -------------------------------- |
| 100 m Vent : - 1,9 m/s       | Myriam Soumaré 11 s 56               | Muriel Hurtis-Houairi 11 s 60        | Christine Arron 11 s 69          |
| 200 m Vent : + 1,7 m/s       | Johanna Danois 23 s 07               | Lina Jacques-Sébastien 23 s 14       | Muriel Hurtis-Houairi 23 s 14    |
| 400 m                        | Solen Désert 52 s 31                 | Symphora Behi 52 s 91                | Aurélie Kamga 53 s 19            |
| 800 m                        | Hind Dehiba 2 min 06 s 24            | Élodie Guégan 2 min 06 s 42          | Linda Marguet 2 min 06 s 46      |
| 1 500 m                      | Hind Dehiba 4 min 11 s 87            | Fanjanteino Felix 4 min 12 s 77      | Sophie Duarte 4 min 15 s 53      |
| 5 000 m                      | Christine Bardelle 16 min 35 s 24    | Hélène Guet 16 min 38 s 69           | Karine Pasquier 16 min 45 s 63   |
| 20 km marche                 | Christine Guinaudeau 1 h 39 min 59 s | Anne-Gaelle Retout 1 h 43 min 20 s   | Violaine Averous 1 h 45 min 22 s |
| 100 m haies Vent : + 0,4 m/s | Sandra Gomis 13 s 15                 | Aurore Ruet 13 s 39                  | Aisseta Diawara 13 s 46          |
| 400 m haies                  | Aurore Kassambara 56 s 43            | Phara Anacharsis 56 s 60             | Lætitia Denis 57 s 40            |
| 3 000 m steeple              | Élodie Olivares 9 min 39 s 39        | Elsa Delaunay 10 min 21 s 35         | Jenny Leonard 10 min 22 s 04     |
| Saut en hauteur              | Melanie Melfort 1,92 m               | Sandrine Champion 1,86 m             | Anne Jardin 1,80 m               |
| Saut à la perche             | Sandra Ribeiro-Homo 4,35 m           | Maria-Leonore Ribeiro Tavares 4,30 m | Télie Mathiot 4,25 m             |
| Saut en longueur             | Vanessa Gladone 6,40 m               | Éloyse Lesueur 6,36 m                | Haoua Kessely 6,25 m             |
| Triple saut                  | Vanessa Gladone 14,13 m              | Teresa Nzola Meso Ba 14,10 m         | Amy Zongo 13,58 m                |
| Lancer du poids              | Jessica Cérival 17,55 m              | Laurence Manfredi 17,28 m            | Myriam Lixfe 15,25 m             |
| Lancer du disque             | Mélina Robert-Michon 59,30 m         | Aurélie Meyer 52,15 m                | Coralie Glatre 50,40 m           |
| Lancer du marteau            | Stéphanie Falzon 70,56 m             | Manuela Montebrun 69,21 m            | Amélie Perrin 69,13 m            |
| Lancer du javelot            | Nadia Vigliano 55,52 m               | Alexia Kogut Kubiak 53,21 m          | Romina Ugatai 52,70 m            |
| Heptathlon                   | Marisa De Aniceto 6 080 pts          | Antoinette Nana Djimou 6 032 pts     | Gabriella Kouassi 5 549 pts      |